# Blechnum fuscosquamosum
Blechnum fuscosquamosum là một loài dương xỉ trong họ Blechnaceae. Loài này được A. Rojas mô tả khoa học đầu tiên năm 2005.